# あさラジ。
『あさラジ。』はアニメ『あさっての方向。』関連のインターネットラジオ番組である。正式タイトルは「あさっての方向。Webラジオ あさラジ。」。2006年8月4日より、ランティスウェブラジオにて配信されていた。全22回。

## 概要
- パーソナリティ　藤村歩（五百川からだ役）伊藤静（野上椒子役）
- 配信サイト　ランティスウェブラジオ／BEAT☆Net Radio!（最新1回を除く過去3回分を配信）
- 配信：2006年8月4日～2006年12月29日 （全22回）　毎週金曜日

## コーナー
- からだのひとりで出来るもん

リスナーから寄せられた、「これができたらからだの経験値が上がり、大人への階段を登れる」お題を、からだの代わりに藤村が実行する。実行する前に、藤村が「XXXくらい、ひとりでできるもん!」と叫ぶのが恒例。
- 椒子の大人の階段（無いことあり）

リスナーから寄せられた「大人な熟語」を、伊藤が「大人の表現力」を駆使して答えるコーナー。
- もしも願いが叶うなら（無いことあり）

リスナーから寄せられた「願い」の大きさを、藤村と伊藤が「XXX何個分」になるかを判定する。XXXについては毎回変わる（東京ドーム、米俵、等）　

## ゲスト
- 日野聡（五百川尋役）（#5,6,21,22）
- Suara・ゆうまお（それぞれオープニング、エンディングの歌手）（#9,10,19）
- 渡辺明乃（網野透子役）（#13,14,21,22）
- 野村勝人（網野徹允役）（#17,18,21,22）
- 小清水亜美（汐崎琴美役）（#19,20,21,22）

注：＃19は番組内で公開録音の模様を放送。Suara・ゆうまおは公開録音のゲスト